# まさきとしか
まさき としか（1965年3月31日 - ）は、日本の小説家。札幌市在住（2022年現在）。以前のペンネームは正木としか。

## 経歴・人物
1965年（昭和40年）東京都で生まれ、2歳の時に北海道札幌市へ移る。広告制作会社勤務の経験がある。
1988年頃、藤堂志津子の直木賞受賞作『熟れてゆく夏』を読み、「こういう本を読みたかった」「これは私のための小説かもしれない」と感じるほど強い印象を受けたことから、藤堂を世に出した月刊の文芸同人誌『北方文芸』の編集者・川辺為三が札幌市の道新文化センターで開講していた創作教室に学び、『北方文芸』に小説を発表するようになる。創作教室で朝倉かすみと知り合い親交を結ぶ。
1992年（平成4年）、27歳のとき、前年の『北方文芸』1991年11月号に発表した「風が吹く部屋」（正木としか名義）が文學界同人雑誌優秀作に選ばれ、『文學界』6月号に転載される。1994年、「パーティしようよ」が第28回北海道新聞文学賞で佳作に選ばれる。2003年、「天国日和」を『群像』5月号に発表。
2007年（平成19年）、筆名を「まさきとしか」に改めて応募した小説「散る咲く巡る」で第41回北海道新聞文学賞（創作・評論部門）を受賞。翌2008年、43歳のとき、表題作を書き下ろした作品集『夜の空の星の』を講談社から刊行して本格的に小説家としてデビュー。『完璧な母親』『いちばん悲しい』などのミステリー小説も発表している。
2016年、『きわこのこと』が第6回Twitter文学賞〈国内部門〉で第14位にランクインする（のち文庫化に際して加筆、『ある女の証明』と改題）。2020年刊行の『あの日、君は何をした』は啓文堂書店の「2020年文庫大賞」を受賞し、2022年には中国語訳が、正己寿香『那一天，你做了什麼』として台湾の尖端出版〈逆思流〉レーベルから出版された。

## 作品リスト

### 単行本
- 『夜の空の星の』講談社、2008年5月。ISBN 978-4-06-214711-8。
- 『熊金家のひとり娘』講談社、2011年4月。ISBN 978-4-06-216883-0。
  - 『熊金家のひとり娘』幻冬舎〈幻冬舎文庫〉、2018年4月。ISBN 978-4-344-42727-3。
- 『完璧な母親』幻冬舎、2013年10月。ISBN 978-4-344-02473-1。
  - 『完璧な母親』幻冬舎〈幻冬舎文庫〉、2016年12月。ISBN 978-4-344-42554-5。
- 『途上なやつら』中央公論新社、2014年6月。ISBN 978-4-12-004621-6。
- 『きわこのこと』幻冬舎、2015年8月。ISBN 978-4-344-02799-2。[21]
  - 改題：『ある女の証明』幻冬舎〈幻冬舎文庫〉、2018年10月。ISBN 978-4-344-42800-3。
- 『いちばん悲しい』光文社、2017年1月。ISBN 978-4-334-91142-3。
  - 『いちばん悲しい』光文社〈光文社文庫〉、2019年10月。ISBN 978-4-334-77918-4。
- 『玉瀬家、休業中。』講談社、2018年8月。ISBN 978-4-06-512207-5。
- 『ゆりかごに聞く』幻冬舎、2019年4月。ISBN 978-4-344-03460-0。
- 『屑の結晶』光文社、2019年9月。ISBN 978-4-334-91306-9。
  - 『屑の結晶』光文社〈光文社文庫〉、2022年10月。ISBN 978-4-334-79434-7。
- 『大人になれない』幻冬舎〈幻冬舎文庫〉、2019年12月。ISBN 978-4-344-42926-0。
- 『あの日、君は何をした』小学館〈小学館文庫〉、2020年7月。ISBN 978-4-09-406791-0。
  - 『那一天，你做了什麼』尖端出版（城邦文化）〈逆思流〉、2022年8月。ISBN 9786263382121。 ※台湾版
- 『祝福の子供』幻冬舎〈幻冬舎文庫〉、2021年6月。ISBN 978-4-344-43093-8。
- 『彼女が最後に見たものは』小学館〈小学館文庫〉、2021年12月。ISBN 978-4-09-407093-4。
- 『レッドクローバー』幻冬舎、2022年8月。ISBN 978-4-344-03996-4。[22]
- 『あなたが殺したのは誰』小学館〈小学館文庫〉、2024年2月。ISBN 978-4-09-407330-0。

### アンソロジー
「」内がまさきとしかの作品
- 『果てる : 性愛小説アンソロジー』実業之日本社、2014年9月。ISBN 978-4-408-55195-1。 ※桜木紫乃、宮木あや子、田中兆子、斉木香津、岡部えつ、花房観音との共著。「南の島へ早く」掲載。